# Трактор (стадион, Тебриз)
Стадио́н Тра́ктор имени Мехди́ Бакери́ — футбольный стадион расположенный в иранском городе Тебриз. Вмещает в себя 7 тысяч зрителей. До реконструкции 2011 года вмещал 10 тысяч зрителей. Является домашней ареной для молодёжной команды футбольного клуба «Трактор Сази». В 2006—2010 годах во время реконструкции стадиона «Ядегар-э Эмам», на этом стадионе проводила свои домашние матчи и основная команда «Трактор Сази».